# Палац Каср аль-Хайр аш-Шаркі
Каср аль-Хайр аш-Шаркі (араб. قصر الحير الشرقي, в перекладі — «Східний палац благоденства») — замок посеред Сирійської пустелі. Був побудований халіфом Омейядів Хішамом ібн Абд аль-Маліком у 728-29 роках в районі, багатому пустельною фауною.
Вочевидь, використовувався як військовий та мисливський форпост.
Палац є аналогом Каср аль-Хайр аль-Гарбі («Західного палацу благоденства»), побудованого роком раніше за наказом того ж самого халіфа трохи західніше.
Це один із так званих пустельних замків.

## Розташування
Каср аль-Хайр аш-Шаркі розташований у 28 км від Аль-Сухна та в 100 км від Сергіополя (Русафа), біля гори Бішрі поблизу Середніх Пальмірських гір.

## Архітектура
На стиль будівництва вплинули традиції візантійської та сасанідської архітектури.
Палац складається з великого відкритого двору, оточеного товстими фальшбортами та вежами, що охороняють входи та кожен кут. Руїни складаються з трьох основних компонентів, відомих як Малий корпус, Великий корпус і Зовнішній корпус, кожен з яких відрізняється формою та функціями.
Палац містить залишки кімнат, арок і колон, які є частинами величезного королівського комплексу, включаючи менші споруди, зал прийомів, мечеть, велику баню, сади, внутрішні дворики та складну систему контролю води.
Вважається, що кожна з них зроблена з дрібнозернистого вапняку з бурштиновим відтінком, кожна з цих структур є складною та візуально приголомшливою. Крім використання каменю, ці вежі демонструють унікальний і чарівний декоративний дизайн із використанням цегли та штукатурки.
Більший палац мав кілька поверхів, величезну браму та багато веж. Були також оливкові двори.
Палац забезпечувався водою через канал довжиною в 5,7 км.
Каср аль-Хайр аш-Шаркі був остаточно залишений на початку XIV ст., що дає безпрецедентну можливість вивчити міське життя, порядок і планування протягом раннього ісламського періоду.
Розкопки на цьому місці проводив відомий історик ісламського мистецтва Олег Грабар в 1964—1971 рр. Розкопки цього місця дали історикам і археологам унікальний приклад екологічних розробок, декоративних елементів і матеріалів, таких як кераміка та монети.
Деякі з прикрашених частин були перевезені до Національного музею Дамаска, а ворота були реконструйовані в музеї Дейр-ез-Зор.

## Статус Всесвітньої спадщини
8 червня 1999 р. цю пам'ятку було внесено до Попереднього списку всесвітньої спадщини ЮНЕСКО в категорії «Культура».

## Галерея

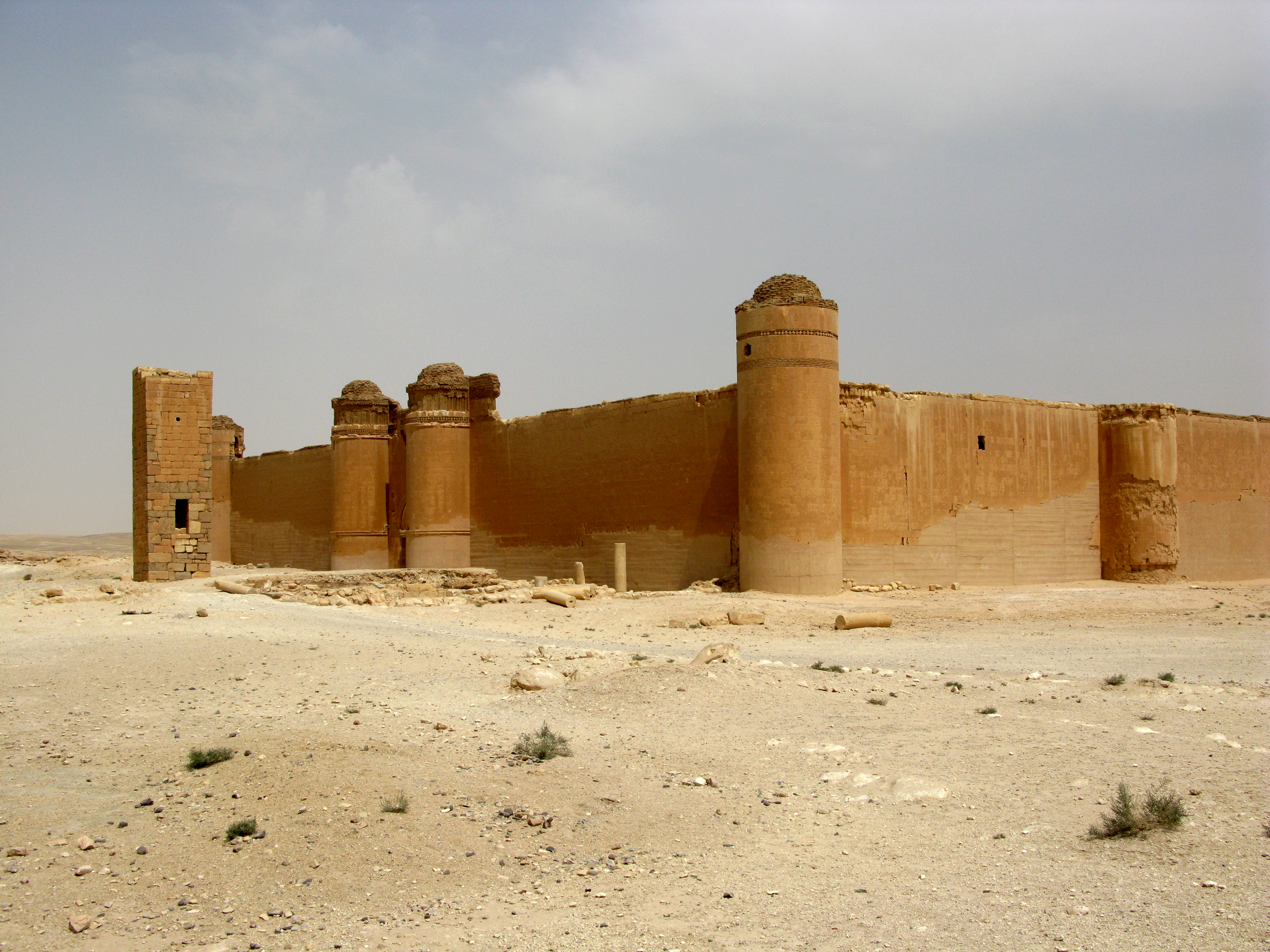
Стіни і вежі
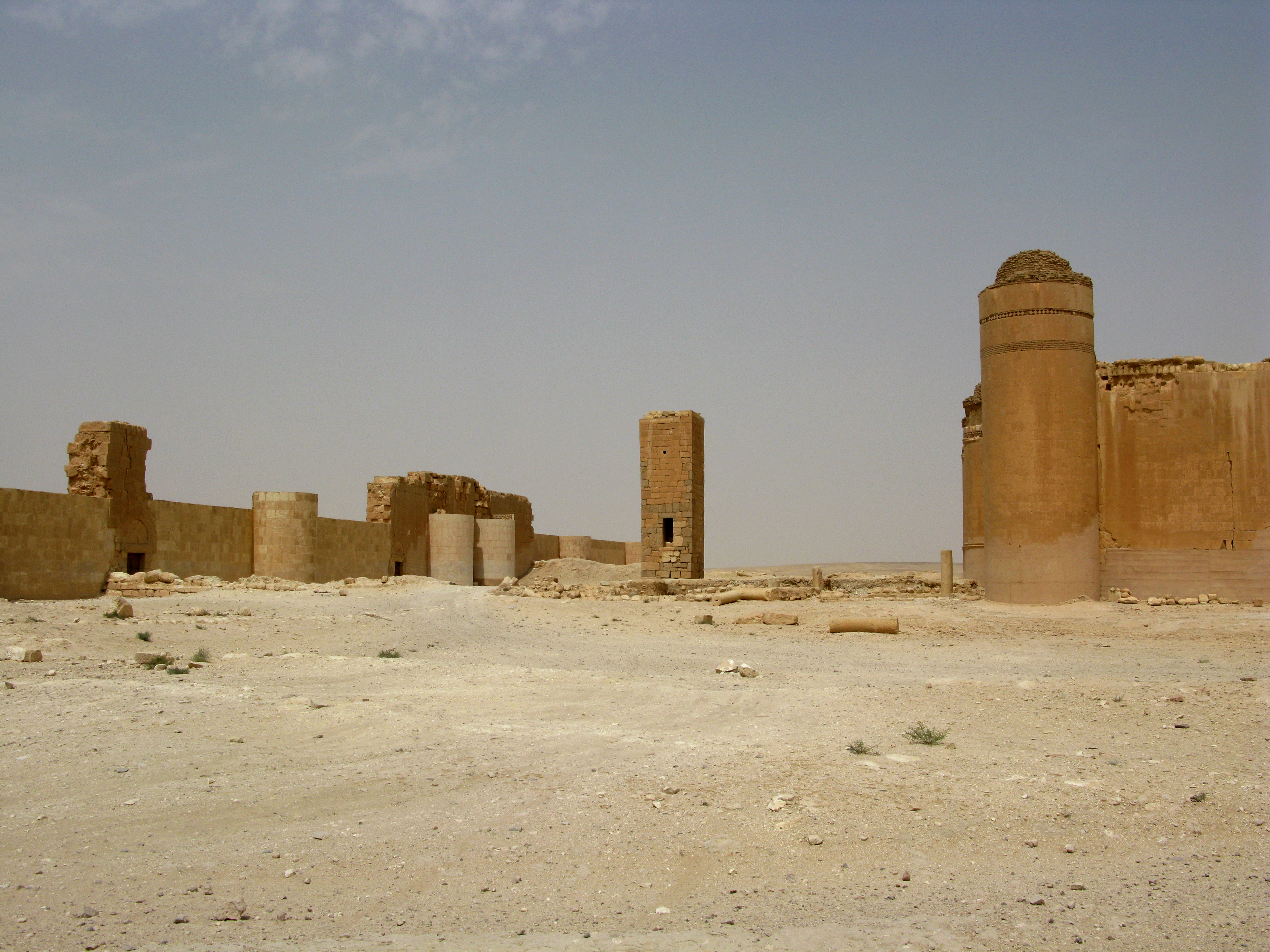
Стіни і вежі
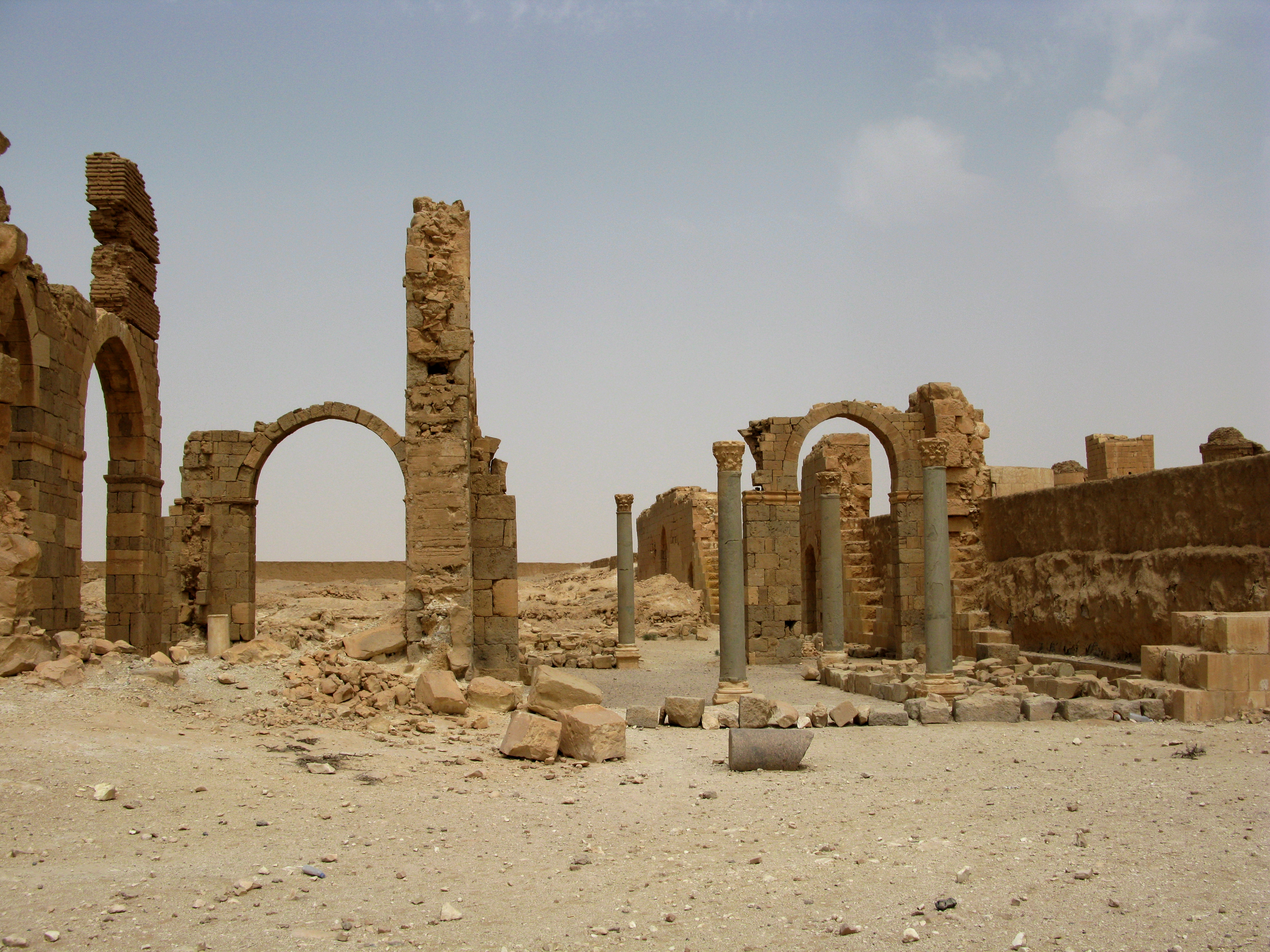
Візантійські арки та колони
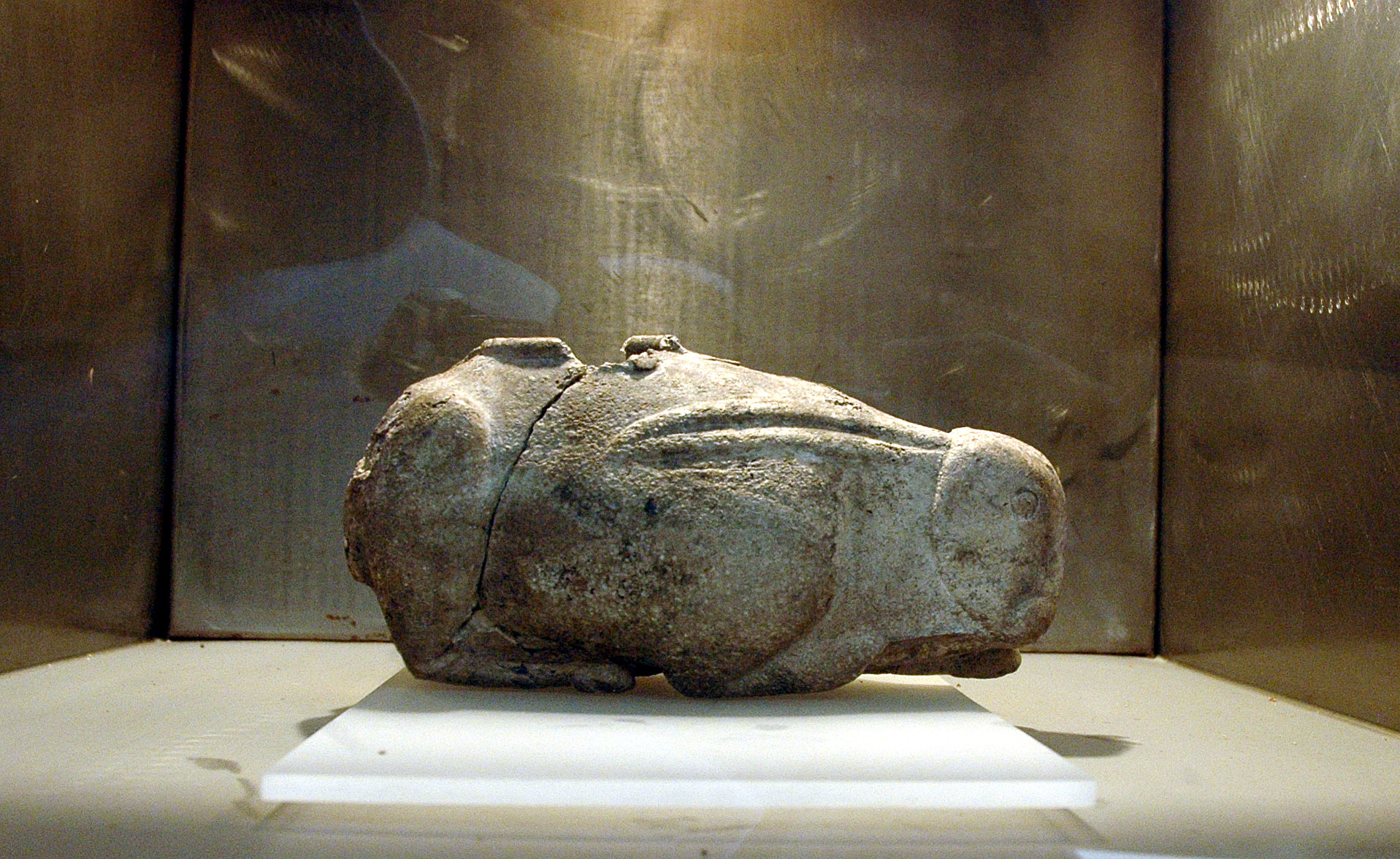
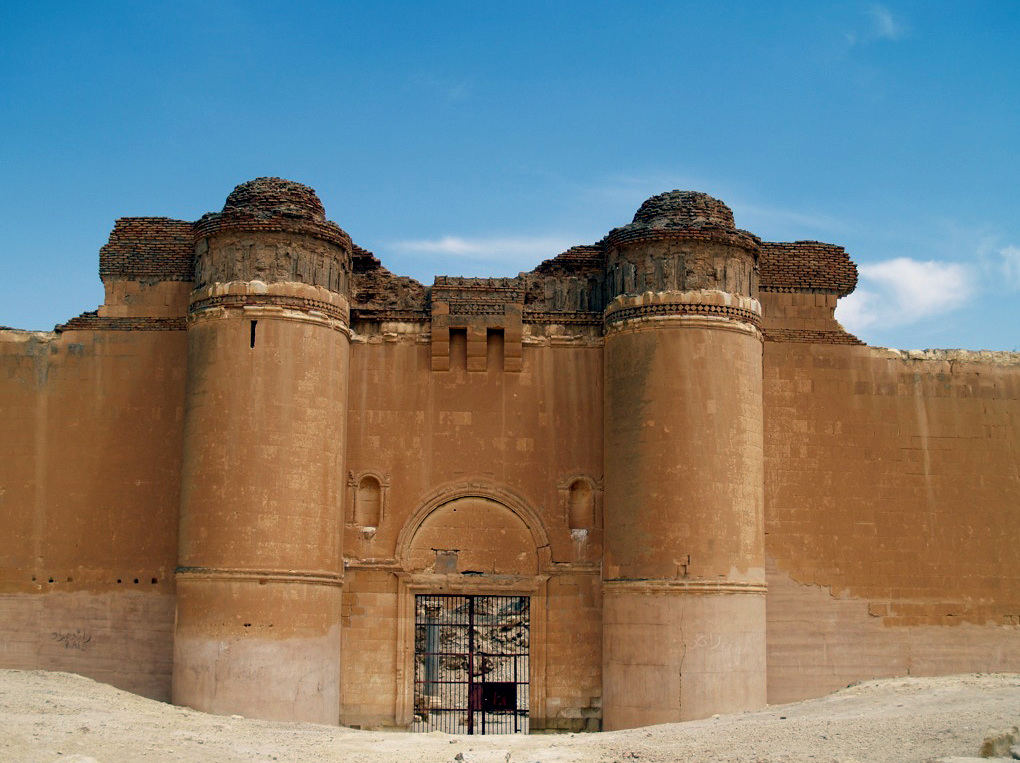
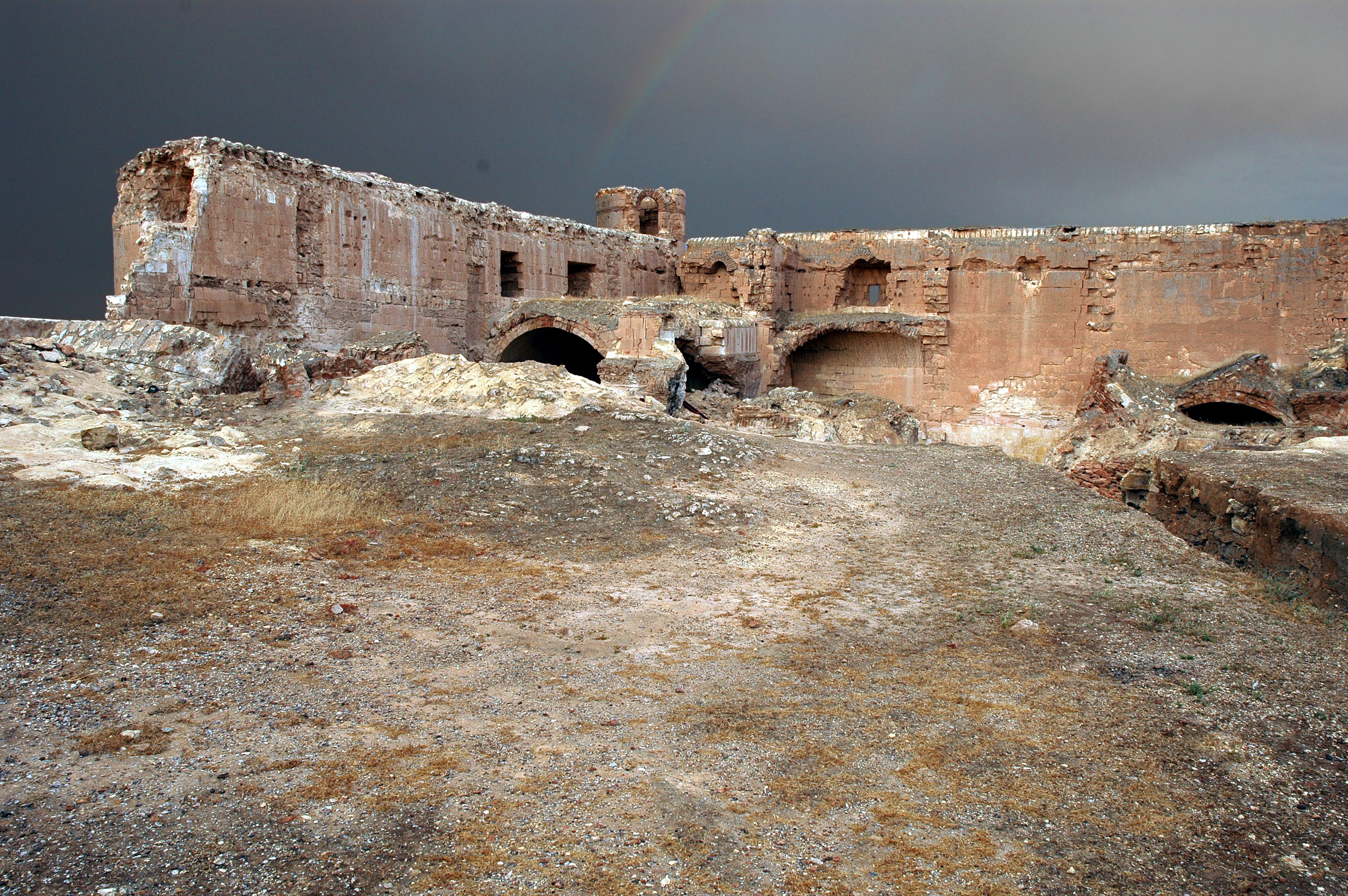
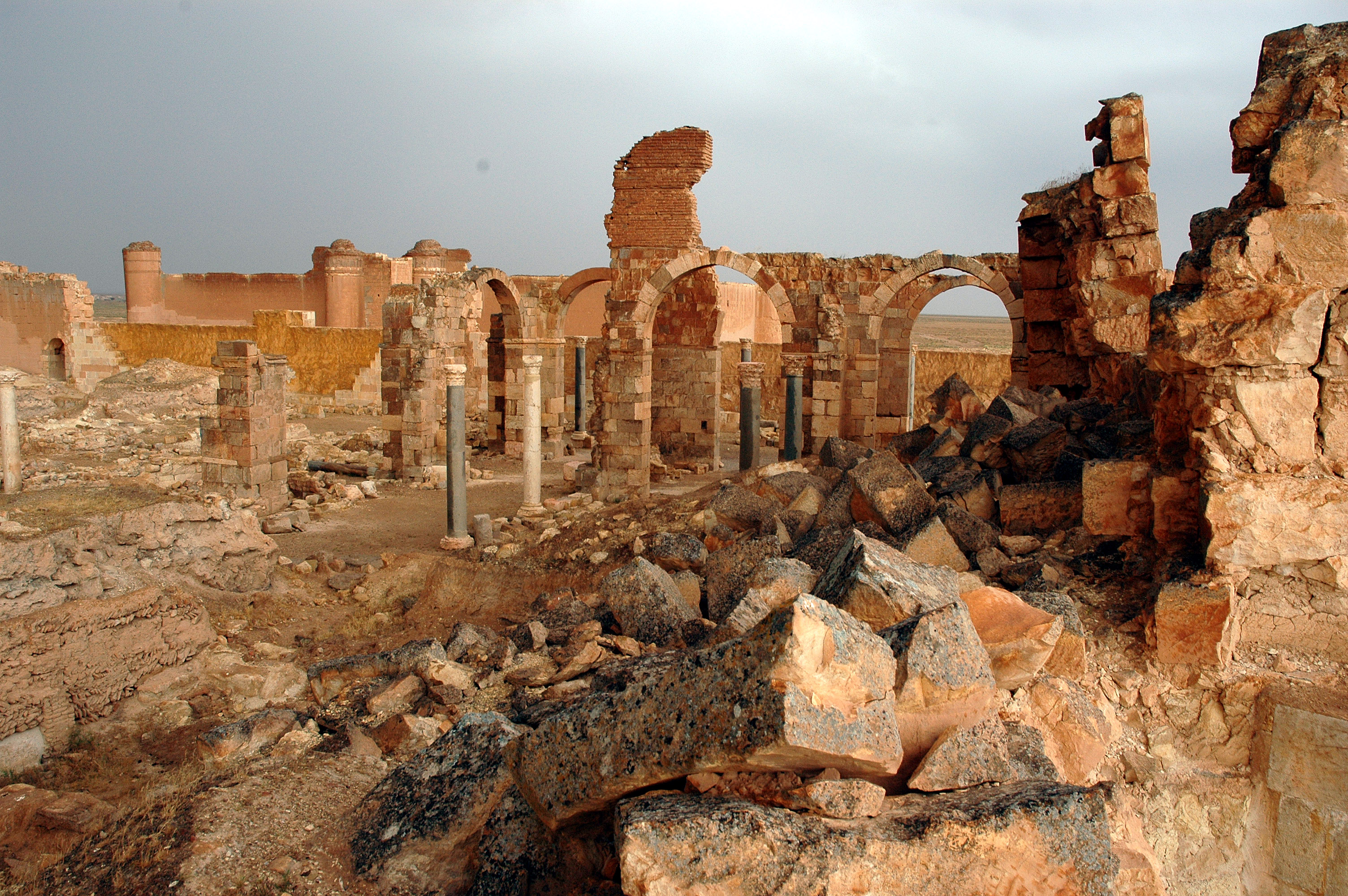